# Friedrich Wilhelm Kasiski
Friedrich Wilhelm Kasiski (* 29. November 1805 in Schlochau, Westpreußen; † 22. Mai 1881 in Neustettin) war ein preußischer Infanteriemajor und trug als Kryptoanalytiker wesentlich zum Bruch der Vigenère-Chiffre bei.
Kasiski veröffentlichte 1863 in seinem Buch Die Geheimschriften und die Dechiffrir-Kunst einen Test zur Kryptoanalyse der Vigenère-Chiffre, der noch heute als Kasiski-Test bekannt ist. Das Verfahren, das Kasiski verwendete, konnte die Schlüsselwortlänge dieser Chiffre ermitteln. Dazu durchsuchte er den Chiffretext nach  sich wiederholenden Buchstabenfolgen (Dopplern). Aus den Abständen zwischen diesen Buchstabenfolgen berechnete er dann den größten gemeinsamen Teiler, der dann die vermutete Schlüssellänge ergibt. Der Kasiski-Test ist trotz seiner Einfachheit sehr effektiv bei der Entzifferung von Texten, die mit der Vigenère-Chiffre verschlüsselt sind.
Einige Jahre zuvor entwickelte bereits Charles Babbage ein Verfahren, um den Schlüssel aus Vigenère-chiffrierten Texten herauszufiltern. Seine Erkenntnisse hatte er jedoch nicht veröffentlicht, sodass seine Aufzeichnungen erst nach seinem Tode gesichtet wurden.
Ab 1866 baute Kasiski eine Sammlung von Altertümern aus der Umgebung von Neustettin auf, die Grundlage des 1914 eröffneten Historischen Museums Neustettin war.

## Werke
- Die Geheimschriften und die Dechiffrir-Kunst. Berlin 1863, Digitalisat
- Das Gräberfeld bei der Persanziger Mühle. Mit einer Skizze des Gräberfeldes. Danzig 1872.
- Bericht über die im Jahre 1872 fortgesetzten Untersuchungen von Alterthümern in Pommerellen. Danzig 1873.
- Beschreibung der vaterländischen Alterthümer im Neustettiner und Schlochauer Kreise. Bertling, Danzig 1881 (Google Books).